# Hunsrück

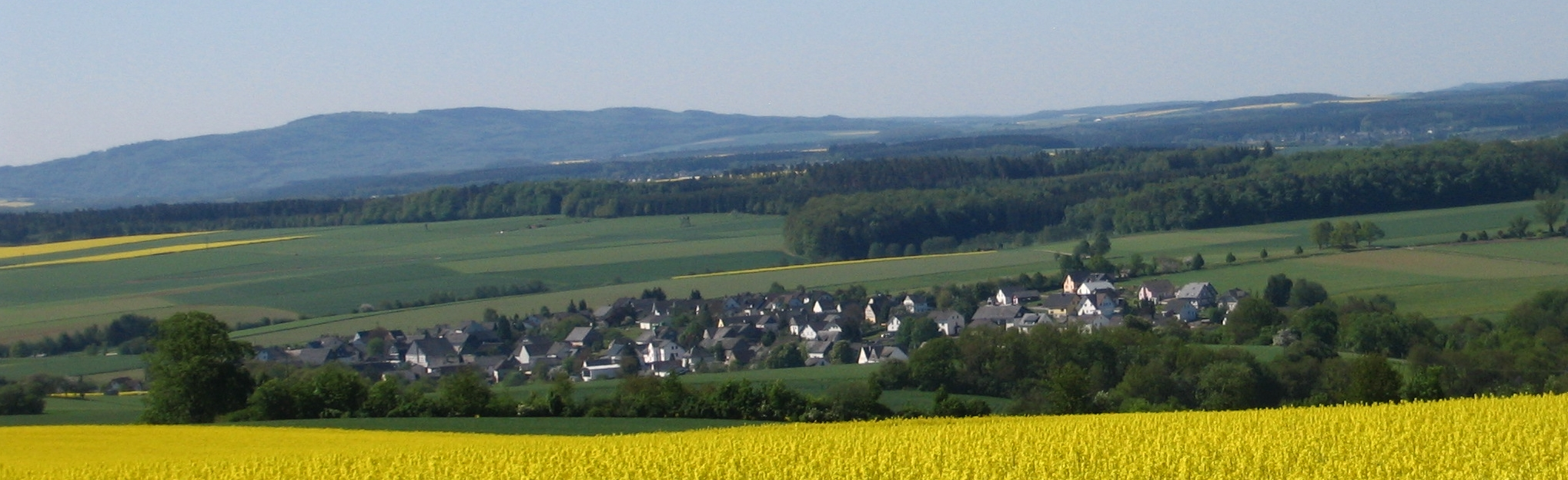
Panorama miejscowości Külz (Hunsrück)

Hunsrück – niskie pasmo górskie w zachodnich Niemczech, na terenie landu Nadrenia-Palatynat. Rozciąga się pomiędzy rzekami Ren, Mozela i Nahe. Stanowi przedłużenie pasma Taunus. Wysokość większości gór nie przekracza 400 m n.p.m., a najwyższy szczyt Hunsrücku to Erbeskopf (816 m n.p.m.).